# Kiềm Tri Vương
Kim Quan Già Da Túc Vương (trị vì 492–521) là vị vua thứ 9 của Kim Quan Già Da, một thành bang của liên minh Già Da và thời Triều Tiên cổ đại. Ông là con của Chí Tri Vương và phu nhân Bang Viện (Bangwon). Ông kết hôn với Thục phu nhân, con gái của tướng (gakgan) Chulchung. Bà là mẫu thân của Cừu Hành Vương, người cuối cùng trị vì thành bang.